# 公孫彊
公孫彊 (？─前487年)，中國春秋時代曹國人。原為平民，後獲曹伯陽委任為司城。他向曹伯陽提議建立霸業，與晉國絕交及入侵宋國，結果宋國於前487年出兵滅亡曹國。公孫彊和曹伯陽皆被宋景公處死。

## 預兆
前499年，曹國有一名官員夢見廟中有一群人商討滅亡曹國的事。曹叔振鐸在夢中勸阻他們，請求他們等候一個叫公孫彊的人出現才再作商議，得到眾人的同意。那官員嘗試在曹國尋找公孫彊，但不成功。他臨終時吩咐兒子，如果得知有一名叫公孫彊的人執政，便要流亡國外，以免遭禍。
公孫彊當時是平民，愛好打獵。前496年，公孫彊捕獲一隻白雁後，晉見同樣愛好打獵的曹伯陽，奉獻獵物。兩人從打獵慢慢談到政治。曹伯陽對公孫彊很滿意，於是委任他為司城。當初得夢的官員的兒子隨即流亡國外。

## 亡國
公孫彊向曹伯陽提出一套讓曹國稱霸的策略。曹伯陽聽取了他的建議，在前488年宣布斷絕和晉國的關係，又派兵攻打宋國。宋景公於是攻擊曹國。晉國因曹國主動斷交而不予援助。次年 (前487年)，宋國軍隊攻破曹國，曹伯陽和公孫彊都被俘虜。宋景公把兩人帶回去處死，曹國滅亡。
司馬遷認為，只要公孫彊不提出有關政策，曹國便不會突然滅亡。